# چهار مرتبه آن شب
چهار مرتبه آن شب (انگلیسی: Four Times That Night) با نام اصلیِ چند بار… آن شب (ایتالیایی: Quante volte... quella notte) یک فیلم کمدی سکسی سبک ایتالیایی به کارگردانی ماریو باوا است که در سال ۱۹۷۱ منتشر شد.

## گزیدهٔ بازیگران
- دانیلا جوردانو
- برت هالسی
- پاسکال پتی
- دیک رندل
- والریا سابل
- راینر بازدو
- بریگیته اسکای